# 911算命律師
是一部2020年的美國傳記劇情電影，由莎拉·寇拉潔洛執導，麥克斯·博倫斯坦編劇，主演包括米高·基頓、史丹利·特治、艾米·瑞恩、塔特·多諾萬、舒諾尼·拉曼尼芬和蘿拉·班南蒂。電影改編自美國律師肯尼斯·費恩伯格的回憶錄《生命有何價值？》，以九一一襲擊事件遇難者的賠償爭議為背景，講述費恩伯格如何用有限的總賠償金額合理地分配給所有遇難者家屬。 
本片於2020年1月24日登上辛丹斯電影節首映，並將在2021年9月3日在Netflix上正式發行。

## 劇情
在九一一襲擊事件發生後，肯尼斯·費恩伯格被美國國會任命為特別專員，處理賠償遇難者家屬的工作。由於總賠償金額有限，費恩伯格將要透過計算每個人的價值來決定賠償金額。然而遇難者家屬認為這個處理手法並不公平，在雙方對話後，費恩伯格希望能找到一個能令所有人都滿意的方法來計算遇難者生命的價值。 

## 主演
- 米高·基頓飾演肯尼斯·費恩伯格，專門負責災後賠償的律師兼調解員，在九一一襲擊事件後被美國國會任命為「9·11遇難者賠償基金」特別專員[2]
- 史丹利·特治飾演查理斯·沃夫（Charles Wolf），社區組織幹部，其妻子於九一一襲擊事件中喪生[2]
- 艾米·瑞恩飾演卡米爾·比羅斯（Camille Biros），費恩伯格任職的律師事務所的營運主管，與他一同處理九一一襲擊事件的災後賠償工作[2]
- 塔特·多諾萬飾演李·奎恩（Lee Quinn）
- 舒諾尼·拉曼尼芬（英语：Shunori Ramanathan）飾演普里亞·昆迪（Priya Khundi），九一一襲擊事件遇難者家屬
- 蘿拉·班南蒂飾演凱倫·阿伯特（Karen Abate）
- 塔利亞·巴爾薩姆飾演黛安·希夫（Diane Shiff），費恩伯格的妻子
- 馬可·馬隆（英语：Marc Maron）飾演巴特·坎伯特（Bart Cuthbert）
- 克里斯·他迪奥（英语：Chris Tardio）飾演法蘭克·多納托（Frank Donato）
- 維克多·斯萊扎克（英语：Victor Slezak）飾演約翰·阿什克羅夫特，美國國會議員
- 蓋爾·蘭金（英语：Gayle Rankin）飾演瑪雅（Maya）
- 凱瑟琳·科廷（英语：Catherine Curtin）飾演喬安（Joan）
- 約翰娜·戴爾（英语：Johanna Day）飾演露絲（Ruth）
- 詹姆斯·西科內（英语：James Ciccone）飾演詹姆斯（James）

## 製作
《911算命律師》於2018年第68屆柏林影展上宣佈開始製作，由大衛·法蘭科執導，麥克斯·博倫斯坦編劇。同年2月，米高·基頓確認出演主角肯尼斯·費恩伯格 。同年5月，本電影亦於第71屆康城影展開始前期銷售。 
2019年2月，莎拉·寇拉潔洛取代法蘭科擔任導演，而史丹利·特治亦宣佈加入劇組。同年3月，舒諾尼·拉曼尼芬和維克多·斯萊扎克宣佈出演。同年4月，艾米·瑞恩、塔特·多諾萬、蘿拉·班南蒂和塔利亞·巴爾薩姆加入劇組。 
電影的主體拍攝於2019年4月開始。 

## 發行
《911算命律師》於2020年1月24日在辛丹斯電影節首映。2021年2月，Netflix和高地製作宣佈取得電影的發行權，計劃於2021年9月3日在Netflix上正式發佈，並會在院線有限上映。

## 評價
《911算命律師》的評價偏正面，截至2021年8月，爛蕃茄根據20條評論，給予65%的新鮮度，平均得分為7.06/10，網站共識評論寫道：「它並不像人們想像的那麼猛烈，但《911算命律師》仍然是對現實生活事件的有力表演和有益的複雜戲劇化。」。

## 外部連結
- 互联网电影数据库（IMDb）上《911算命律師》的资料（英文）